# (7156) 1981 EC2
(7156) 1981 EC2 là một tiểu hành tinh vành đai chính. Nó được phát hiện bởi Henri Debehogne và Giovanni de Sanctis ở Đài thiên văn La Silla ở Chile, ngày 4 tháng 3 năm 1981.